# Crotaphopeltis braestrupi
Espèce
Synonymes
- Crotaphopeltis acarina Roman, 1974

Crotaphopeltis braestrupi est une espèce de serpents de la famille des Colubridae.

## Répartition
Cette espèce se rencontre au Burkina Faso, dans la partie supérieure de la Volta, et en Somalie.

## Taxinomie
Crotaphopeltis acarina, synonyme de cette espèce, pourrait être en fait synonyme de Crotaphopeltis hippocrepis.

## Étymologie
Cette espèce est nommée en l'honneur de Frits Wimpffen Braestrup (1906–1999).

## Publications originales
- Rasmussen, 1985 : A new species of Crotaphopeltis from east Africa, with remarks on the identity of Dipsas hippocrepis Reinhardt, 1843 (Serpentes: Boiginae). Steenstrupia, vol. 11, no 4, p. 113-129.
- Roman, 1974 : Deux espèces du genre Crotaphopeltis (Colubridés Ophistoglyphes) dans le territoire de Haute-Volta : Crotaphopeltis hotamboeia (Laurent) et Crotaphopeltis acarina n. sp. Notes et documents Voltaïques, vol. 8, no 1, p. 1-13.